# Denver City
Denver City és una població dels Estats Units a l'estat de Texas. Segons el cens del 2000 tenia 3.985 habitants.

## Demografia
Segons el cens del 2000, Denver City tenia 3.985 habitants, 1.366 habitatges, i 1.102 famílies. La densitat de població era de 615,4 habitants/km².
Dels 1.366 habitatges en un 44,1% hi vivien nens de menys de 18 anys, en un 66,7% hi vivien parelles casades, en un 9,5% dones solteres, i en un 19,3% no eren unitats familiars. En el 18,1% dels habitatges hi vivien persones soles el 9,3% de les quals corresponia a persones de 65 anys o més que vivien soles. El nombre mitjà de persones vivint en cada habitatge era de 2,89 i el nombre mitjà de persones que vivien en cada família era de 3,29.
Per edats la població es repartia de la següent manera: un 31,4% tenia menys de 18 anys, un 8,9% entre 18 i 24, un 26,3% entre 25 i 44, un 21,3% de 45 a 60 i un 12,1% 65 anys o més.
L'edat mediana era de 34 anys. Per cada 100 dones de 18 o més anys hi havia 86,6 homes.
La renda mediana per habitatge era de 29.418 $ i la renda mediana per família de 35.972 $. Els homes tenien una renda mediana de 35.156 $ mentre que les dones 15.476 $. La renda per capita de la població era de 13.921 $. Aproximadament el 18,2% de les famílies i el 19,2% de la població estaven per davall del llindar de pobresa.

## Poblacions més properes
El següent diagrama mostra les poblacions més properes.